# Orinale

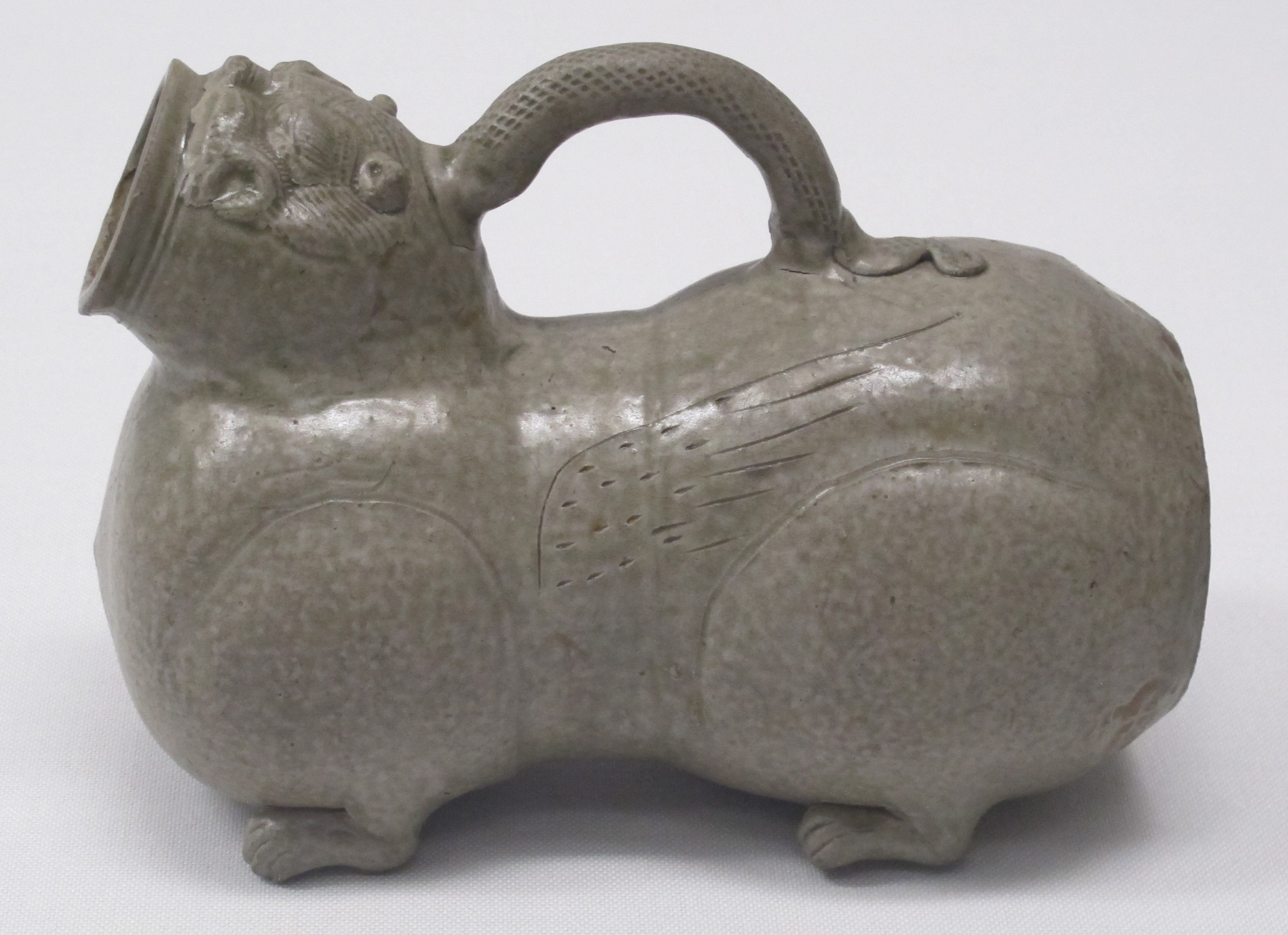
Orinale a forma di tigre risalente alla dinastia Jìn (III-IV sec.)

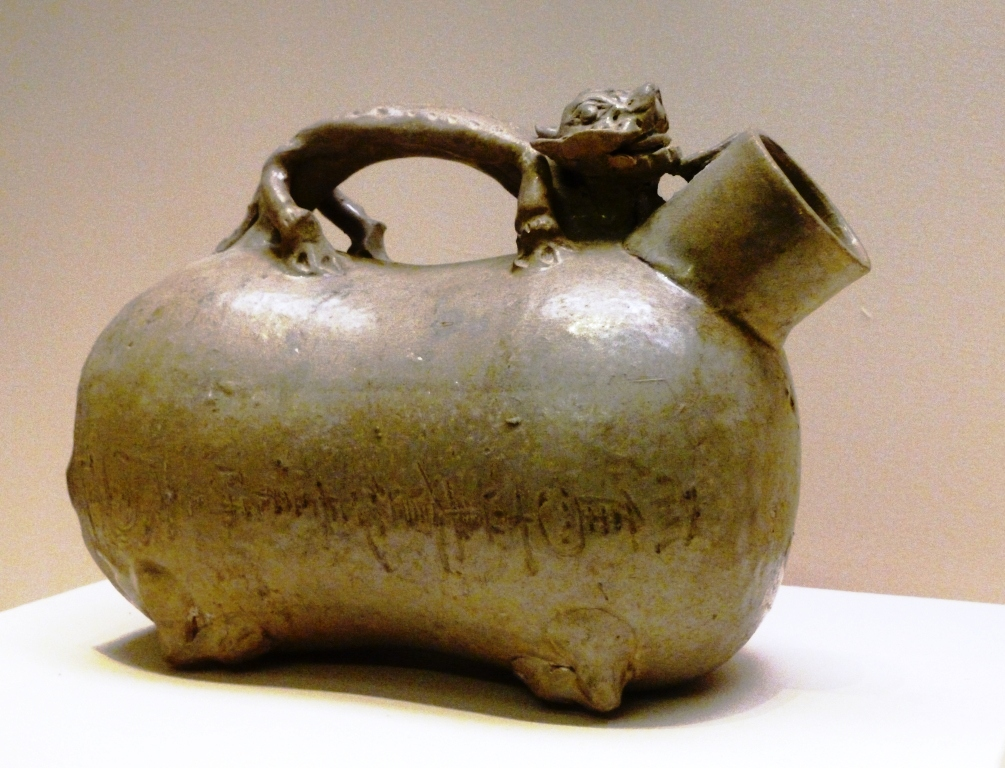
Antico orinale per maschi esposto al Museo Nazionale di Pechino

L'orinale,  chiamato anche urinale o pappagallo, è un apparecchio sanitario specifico per la minzione, solitamente a uso maschile, ma disponibile anche in versione femminile; gli orinali più noti sono il vaso da notte e il pappagallo, la padella oltre all'urina può essere utilizzata per le feci.

## Descrizione

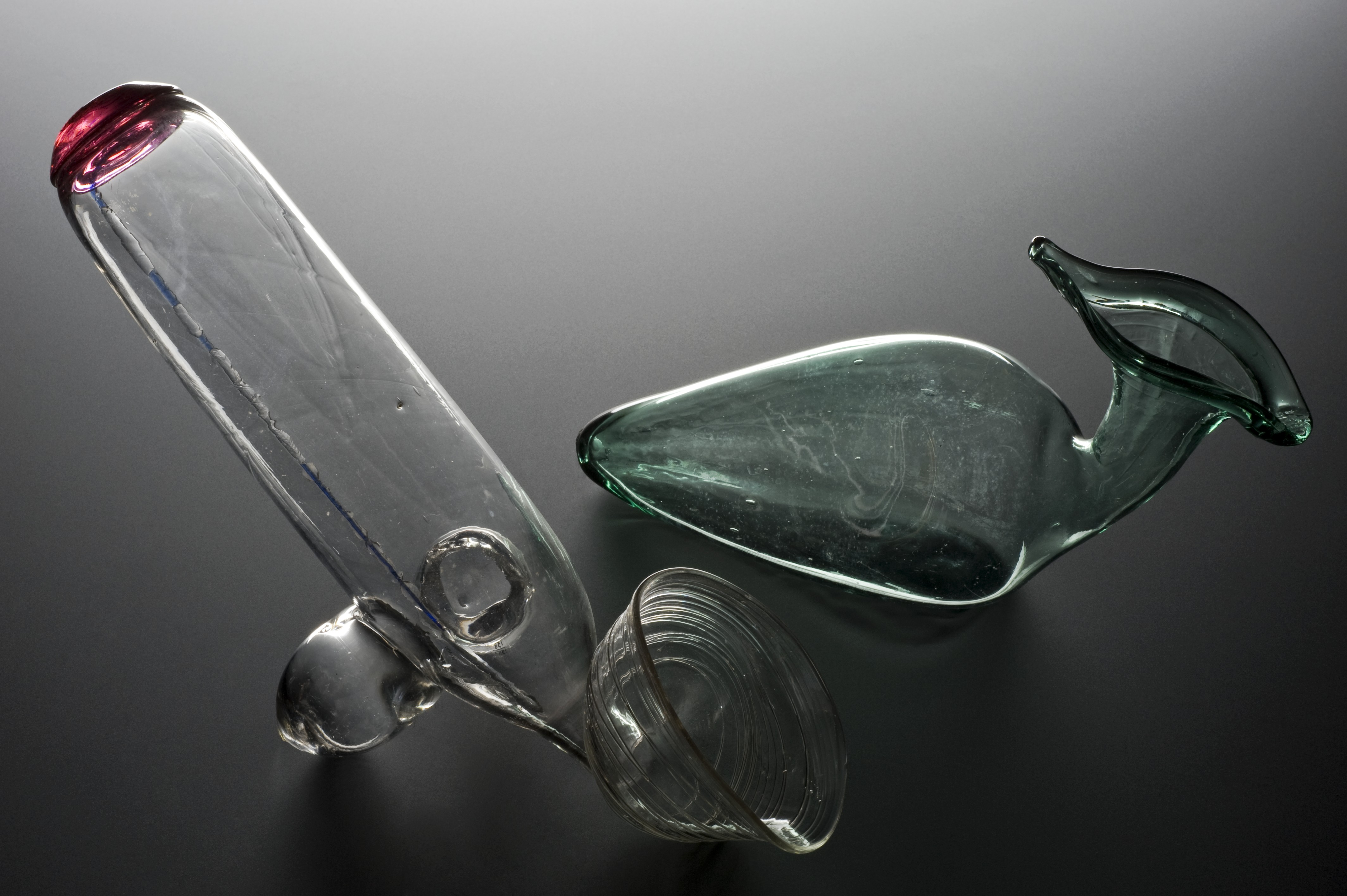
Pappagallo femminile in vetro del 1700-1800

Gli orinali possono essere realizzati in vari materiali, dai più moderni quali materiali plastici e carta (versioni monouso), all'acciaio inox (in disuso), ceramica dei vasi da notte e vetro (materiale non più utilizzato), inoltre possono essere realizzati in modo differente a seconda dell'utilizzo, generalmente per un uso orizzontale (sdraiato) si usano le padelle e la maggior parte dei pappagalli, per un uso verticale (in piedi) si usano alcuni pappagalli e vasi da notte.